# Southbank Centre

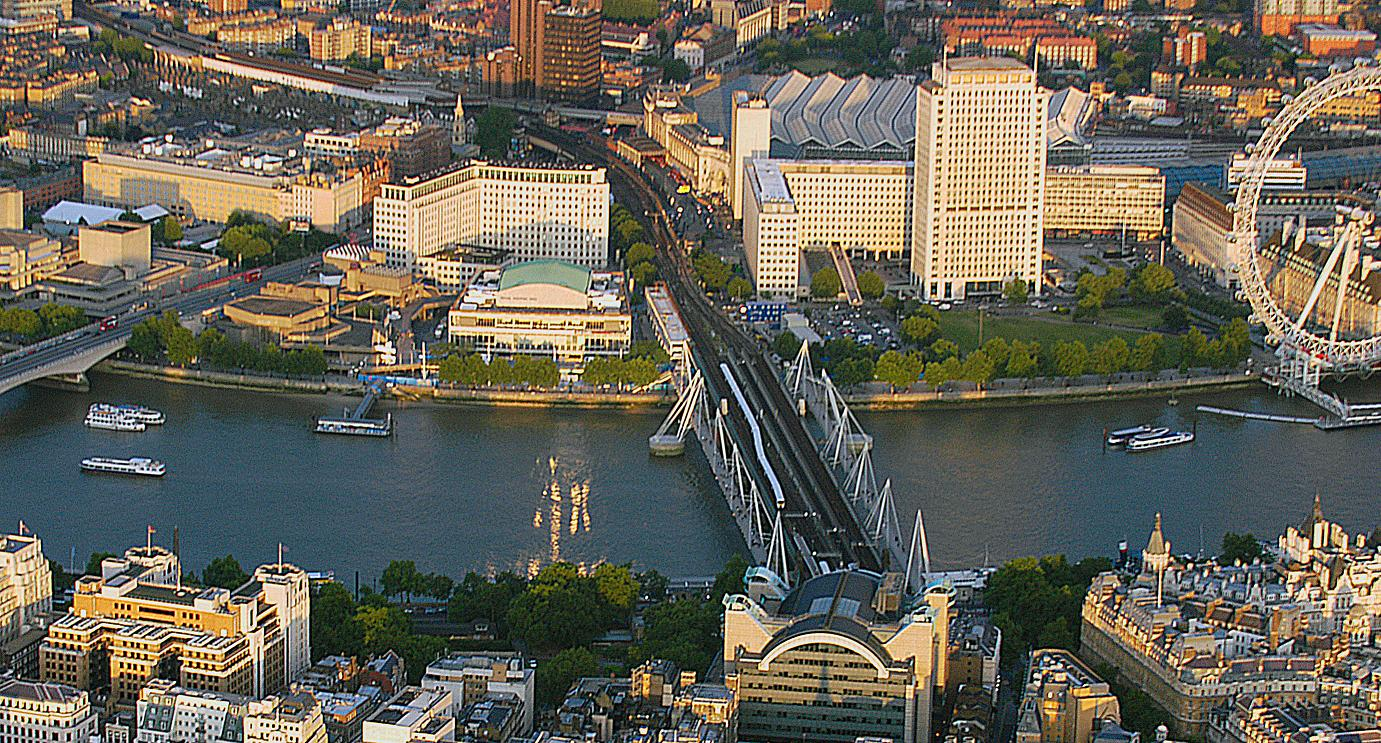
Vue arrière du Southbank Centre.

Le Southbank Centre (anciennement South Bank Centre, avant 2007) est un ensemble de salles de musique de concert situé le long de la Tamise entre County Hall et le Waterloo Bridge sur la South Bank de Londres au Royaume-Uni. Créé après la Seconde Guerre mondiale, il est composé de trois bâtiments principaux que sont le Royal Festival Hall, le Queen Elizabeth Hall et la Hayward Gallery. 

## Activité
Le Southbank Centre accueille trois millions de visiteurs par an et les deux salles de concert organisent environ 1000 évènements artistiques par an. Le lieu présente l'avantage d'être situé dans l'une des zones les plus touristiques de Londres, le long de la Tamise en zone piétonnière.
De plus, le Southbank Centre gère un espace de 85 000 m2, qui part de County Hall jusqu'au Waterloo Bridge et comprend la Purcell Room, la Saison Poetry Library, les Jubilee Gardens et The Queen's Walk.

## Ensembles en résidence
- London Philharmonic Orchestra
- Philharmonia Orchestra
- London Sinfonietta
- Orchestra of the Age of Enlightenment